# 東京都道412号霞ヶ関渋谷線

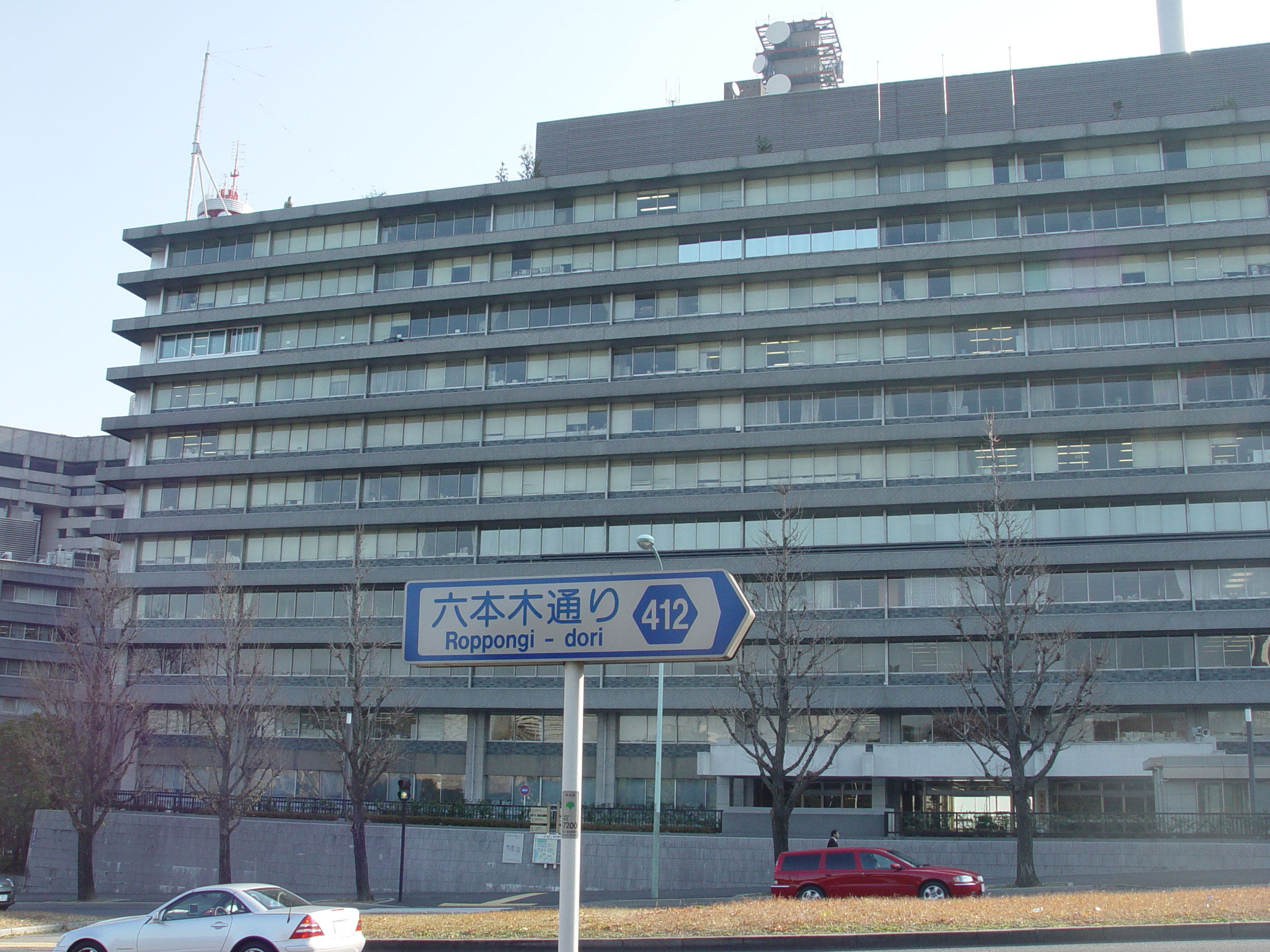
起点付近

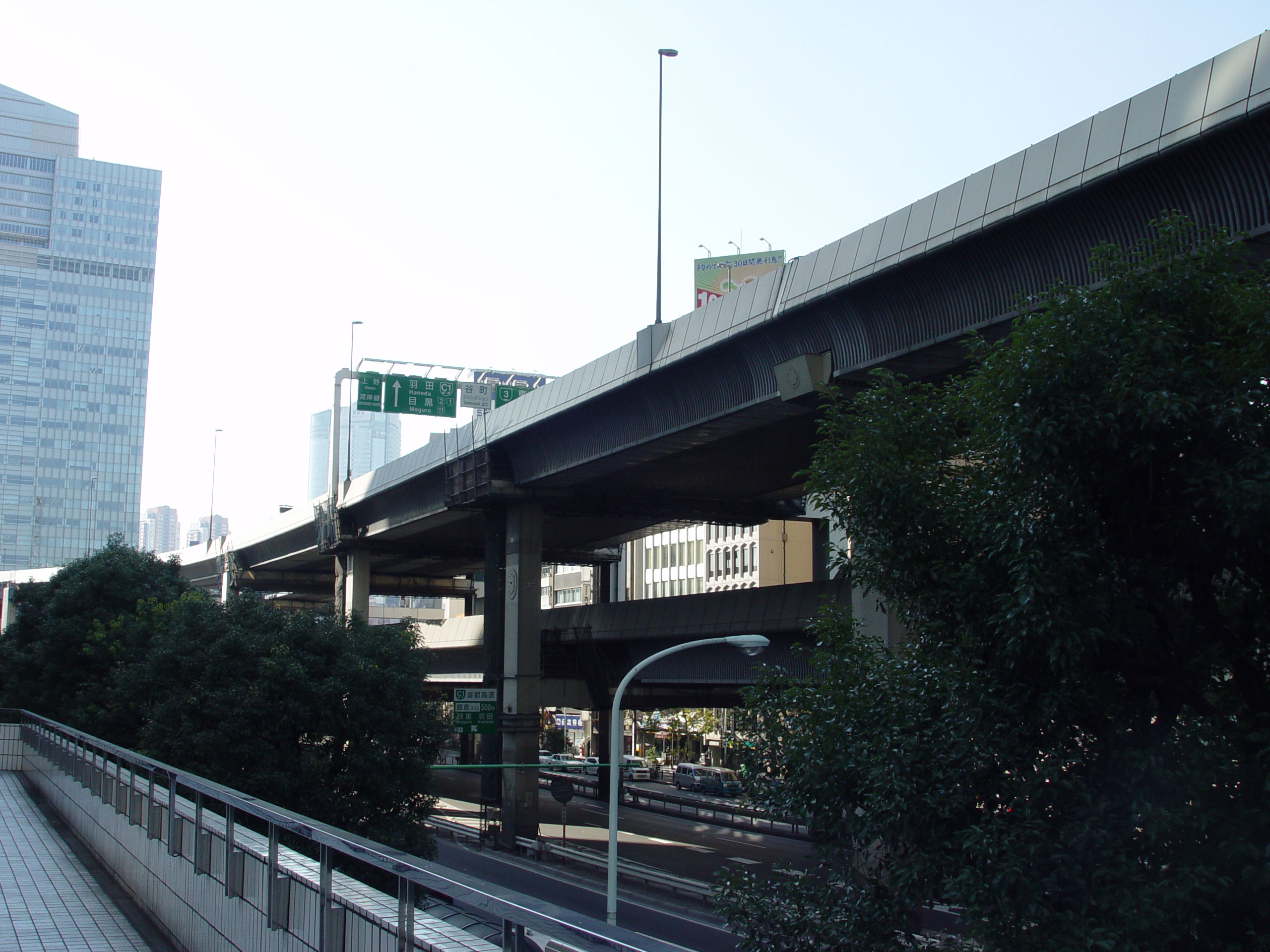
谷町ジャンクション

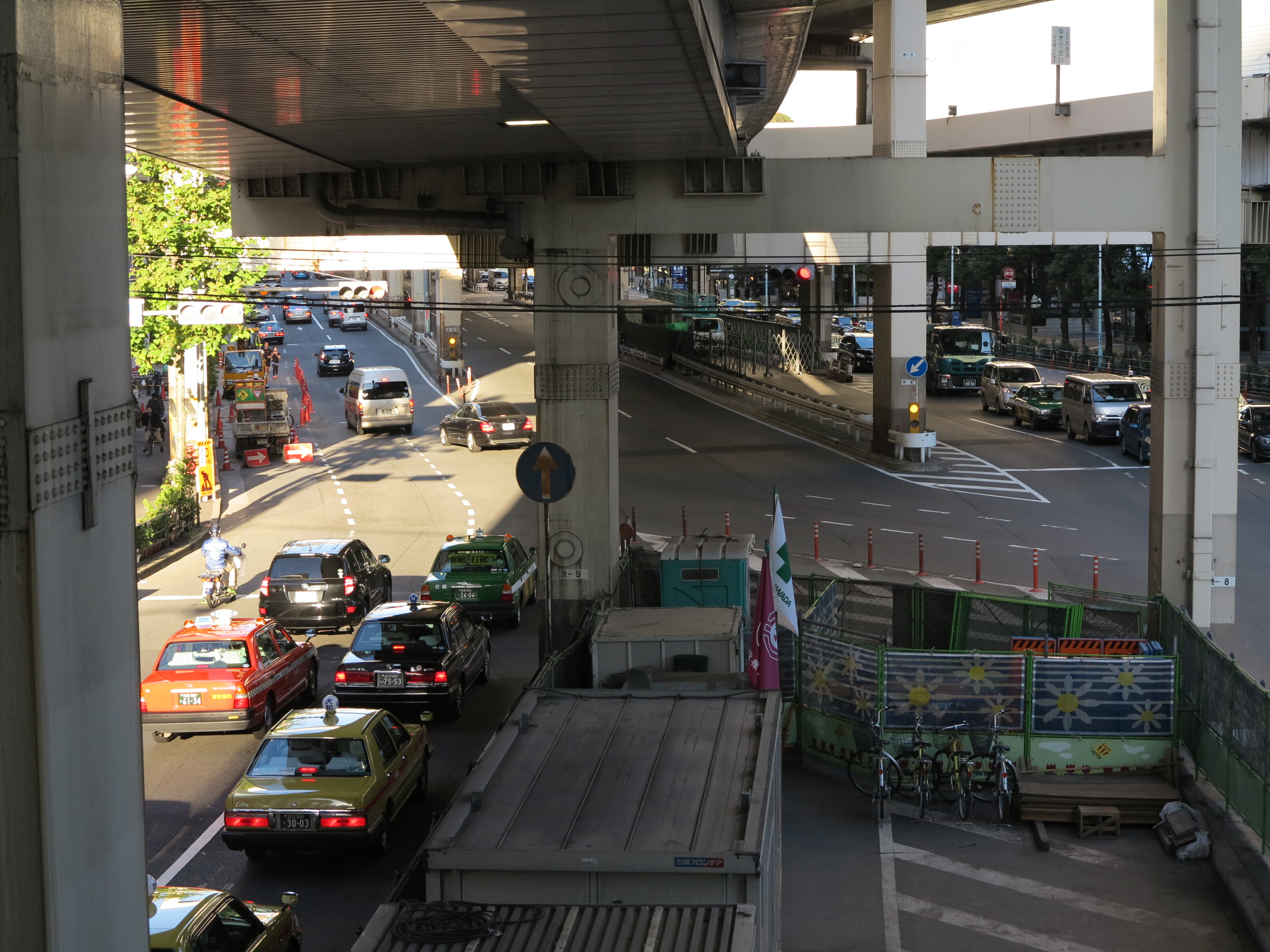
谷町JCT直下の六本木二丁目交差点。首都高直下を利用した右折車線がある。

東京都道412号霞ヶ関渋谷線（とうきょうとどう412ごう かすみがせきしぶやせん）は、東京都千代田区から同渋谷区に至る特例都道である。全線に渡り六本木通りの通称（東京都通称道路名）が設定されている。
1964年（昭和39年）の東京オリンピックに向けて東京都市計画道路幹線街路放射第22号線として整備された。

## 概要
- 起点：国会前交差点（千代田区霞ヶ関2）[2]
- 終点：渋谷署前交差点（渋谷区渋谷2）[3]

千代田区霞が関から、港区六本木・西麻布を経て、渋谷区渋谷へ至る道路である。起点から終点は概ね南西に向かって進み、国道246号の南側を並行するように通る。終点の渋谷署前交差点では直進で国道246号に合流し、終点から見ると国道246号が左へ分岐する構造になっている。
ほぼ全線にわたって高架上に首都高速3号渋谷線および首都高速都心環状線が並行しており、一部交差点の右折車線もこの高架下に設置されている。

## 地理

### 通過する自治体
- 東京都
  - 千代田区
  - 港区
  - 渋谷区

### 交差する道路
| 交差する道路                                | 交差点名     | 交差点名 |
| ------------------------------------------- | ------------ | -------- |
| 国道20号（内堀通り）                        | 国会前       | 千代田区 |
| 首都高速都心環状線                          | 霞が関出入口 | 千代田区 |
| 国道246号・支線（永田町バイパス）           | 内閣府下     | 千代田区 |
| 東京都道405号外濠環状線（外堀通り）         | 溜池         | 港区     |
| 東京都道415号高輪麻布線（麻布通り）         | 六本木2丁目  | 港区     |
| 東京都道319号環状三号線・支線（外苑東通り） | 六本木       | 港区     |
| 東京都道319号環状三号線・本線               | 六本木6丁目  | 港区     |
| 東京都道418号北品川四谷線（外苑西通り）     | 西麻布       | 港区     |
| 首都高速3号渋谷線                           | 高樹町出入口 | 港区     |
| 首都高速3号渋谷線                           | 渋谷出入口   | 渋谷区   |
| 国道246号（青山通り）                       | 渋谷署前     | 渋谷区   |

### 沿線の主な施設
- 国会議事堂
- 外務省
- 財務省
- 国税庁
- 特許庁
- 内閣府
- 首相官邸
- 溜池山王駅
- 赤坂インターシティAIR
- 赤坂アークヒルズ
- アメリカ大使館
- 六本木駅
- 麻布警察署
- 六本木ヒルズ
- 首都高速3号渋谷線高樹町出入口
- 青山学院大学
- 渋谷駅

## 交通

### 地下鉄
東京メトロ南北線が溜池山王駅～六本木一丁目駅間で当道路の地下を経由するが、駅は設置されていない。六本木一丁目駅は東京都道415号高輪麻布線直下（六本木二丁目交差点付近）に設置されている。
東京メトロ日比谷線が六本木駅の前後で直下を走っている。

### バス
- 都営バス
  - 都01(T01)系統「グリーンシャトル」 - この道路の大半を通る。
  - RH01系統 - 渋谷駅と六本木ヒルズを結ぶ都01の区間便。
  - 学03系統
  - 渋88系統
- ちぃばす（フジエクスプレス）
  - 田町ルートと赤坂ルートが六本木ヒルズ - 六本木駅間で経由する。
  - 青山ルートが六本木ヒルズ - 南青山七丁目間で経由する。